# Горња Летина
Горња Летина је насељено место у општини Суња, Сисачко-мославачка жупанија, Република Хрватска, до нове територијалне организације у саставу бивше велике општине Сисак.

## Становништво
| Националност       | 1991.       |
| Хрвати             | 87 (82,07%) |
| Срби               | 0           |
| Југословени        | 0           |
| остали и непознато | 19 (17,92%) |
| Укупно             | 106         |